# ريتش هارت
ريتش هارت (بالإنجليزية: Rich Hart)‏ هو لاعب هوكي الجليد أمريكي، ولد في 5 أكتوبر 1952 في بوسطن في الولايات المتحدة.

## وصلات خارجية
- ريتش هارت على موقع EliteProspects.com (الإنجليزية)
- ريتش هارت على موقع HockeyDB.com (الإنجليزية)